# Мануель Пабло
Мануель Пабло (ісп. Manuel Pablo, нар. 25 січня 1976, Арукас) — іспанський футболіст, захисник клубу «Депортіво».
Насамперед відомий виступами за «Депортіво», в якому провів понад п'ятнадцять років своєї ігрової кар'єри, а також національну збірну Іспанії.

## Клубна кар'єра
У дорослому футболі дебютував 1996 року виступами за «Лас-Пальмас», в якому провів два сезони, взявши участь у 56 матчах чемпіонату.  Більшість часу, проведеного у складі «Лас-Пальмаса», був основним гравцем захисту команди.
До складу клубу «Депортіво» приєднався влітку 1998 року разом з одноклубником Хосе Оскаром Флоресом. У складі нової команди Пабло дебютував у єврокубках, став чемпіоном Іспанії, а також володарем Кубку та двічі Суперкубку країни. Наразі встиг відіграти за клуб з Ла-Коруньї 335 матчів в національному чемпіонаті.

## Виступи за збірну
16 серпня 2000 року дебютував в офіційних матчах у складі національної збірної Іспанії в товариському матчі проти збірної Німеччини, який завершився поразкою «червоної фурії» з рахунком 1-4. В подальшому до 2004 року нерегулярно викликався до лав збірної, провівши всього у формі головної команди країни 13 матчів.

## Статистика

### Клубна
Станом на 4 жовтня 2012 року
| Чемпіонат | Чемпіонат     | Чемпіонат        | Ліга | Ліга |
| Сезон     | Клуб          | Ліга             | Ігри | Голи |
| --------- | ------------- | ---------------- | ---- | ---- |
| 1996/97   | «Лас-Пальмас» | Сегунда Дивізіон | 20   | 1    |
| 1997/98   | «Лас-Пальмас» | Сегунда Дивізіон | 36   | 0    |
| 1998/99   | «Депортіво»   | Ла Ліга          | 14   | 0    |
| 1999/00   | «Депортіво»   | Ла Ліга          | 37   | 0    |
| 2000/01   | «Депортіво»   | Ла Ліга          | 37   | 1    |
| 2001/02   | «Депортіво»   | Ла Ліга          | 5    | 0    |
| 2002/03   | «Депортіво»   | Ла Ліга          | 10   | 0    |
| 2003/04   | «Депортіво»   | Ла Ліга          | 18   | 0    |
| 2004/05   | «Депортіво»   | Ла Ліга          | 30   | 0    |
| 2005/06   | «Депортіво»   | Ла Ліга          | 31   | 0    |
| 2006/07   | «Депортіво»   | Ла Ліга          | 15   | 0    |
| 2007/08   | «Депортіво»   | Ла Ліга          | 34   | 0    |
| 2008/09   | «Депортіво»   | Ла Ліга          | 23   | 0    |
| 2009/10   | «Депортіво»   | Ла Ліга          | 33   | 0    |
| 2010/11   | «Депортіво»   | Ла Ліга          | 30   | 0    |
| 2011/12   | «Депортіво»   | Сегунда Дивізіон | 8    | 0    |
| 2012/13   | «Депортіво»   | Ла Ліга          | 6    | 0    |

### Збірна
| Збірна Іспанії | Збірна Іспанії | Збірна Іспанії |
| Роки           | Ігри           | Голи           |
| -------------- | -------------- | -------------- |
| 2000           | 5              | 0              |
| 2001           | 7              | 0              |
| 2002           | 0              | 0              |
| 2003           | 0              | 0              |
| 2004           | 1              | 0              |
| Всього         | 13             | 0              |

## Титули і досягнення
- Чемпіон Іспанії (1):

«Депортіво»:  1999–00
- Володар Кубка Іспанії (1):

«Депортіво»:  2001–02
- Володар Суперкубка Іспанії (2):

«Депортіво»:  2000, 2002